# Jacques Chirac
Jacques René Chirac, francoski politik, * 29. november 1932, Pariz, Francija, † 26. september 2019, Pariz.
Leta 1995 in 2002 je bil izvoljen za predsednika Francoske Republike. Bil je ustanovitelj desno-sredinske stranke Union pour un Mouvement Populaire (UMP) leta 2002.
Med letoma 1977 in 1995 je bil župan Pariza. Ministrski predsednik je bil dvakrat, in sicer v letih 1974 do 1976 in od 1986 do 1988. Kot kandidat za francoskega predsednika (1981 in 1988) je bil politični nasprotnik Françoisu Mitterrandu.
Kot predsednik Francije je pokrival tudi funkcijo ko-princa Andore.
Na mestu predsednika ga je 16. maja 2007 nasledil Nicolas Sarkozy.